# Hygrophila schulli
Hygrophila schulli là một loài thực vật có hoa trong họ Ô rô. Loài này được (Buch.-Ham.) M.R.Almeida & S.M. Almeida mô tả khoa học đầu tiên năm 1987.

## Hình ảnh

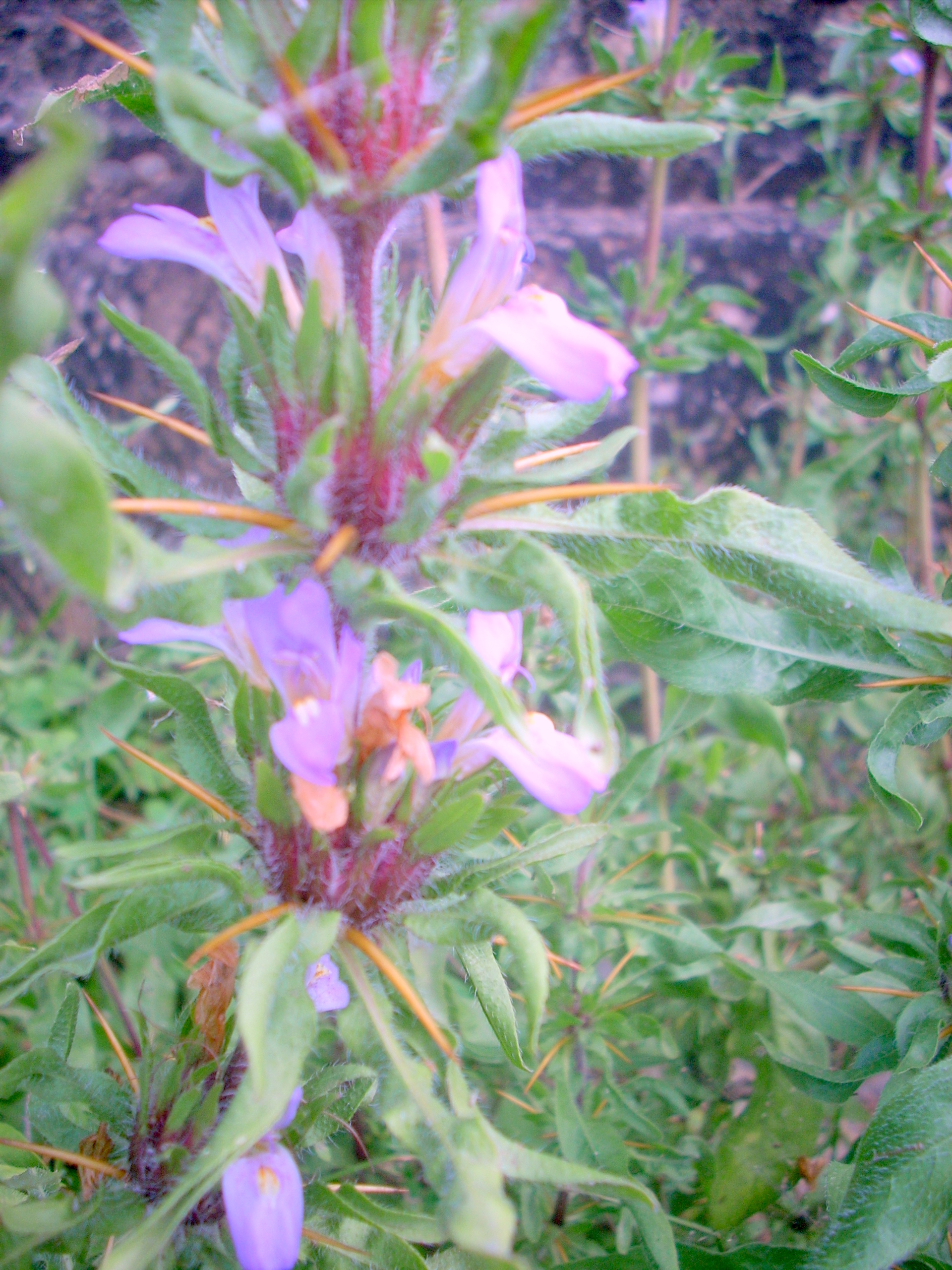
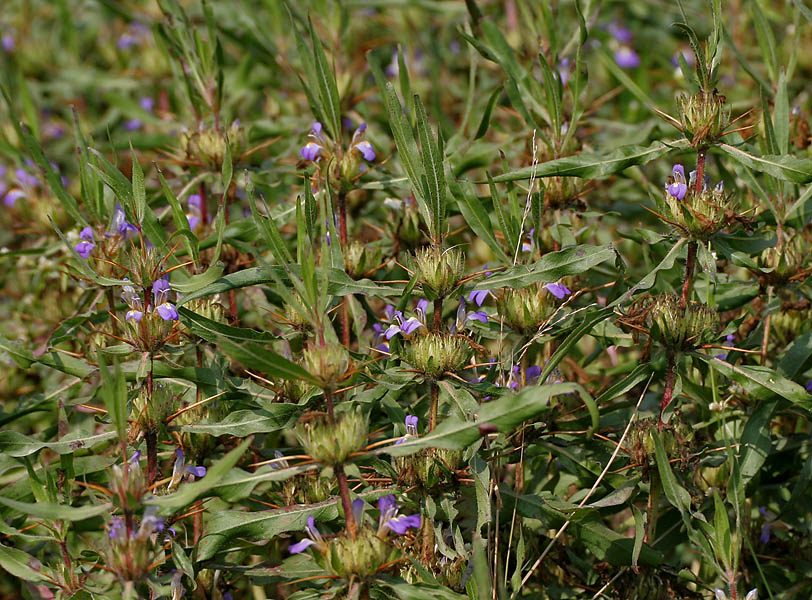
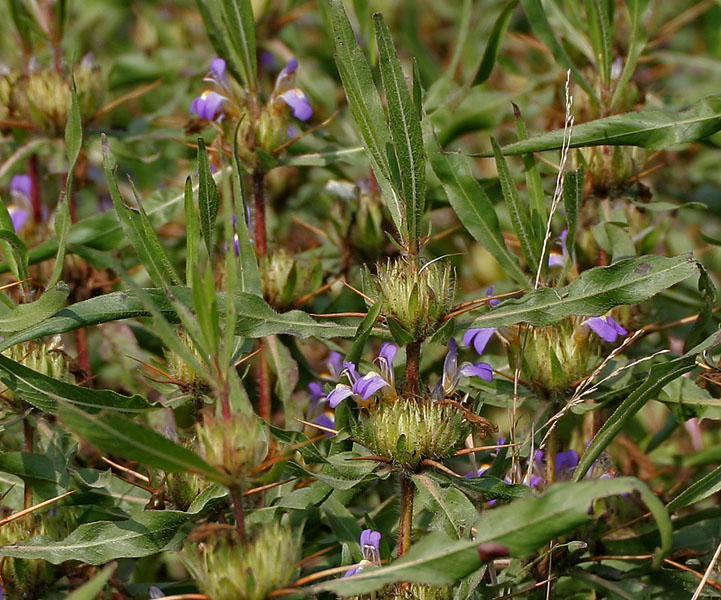